# SO-01J
ドコモ スマートフォン Xperia XZ SO-01J（ドコモ スマートフォン エクスペリア エックスゼット エスオーゼロワンジェイ）は、ソニーモバイルコミュニケーションズによって開発された、NTTドコモの第4世代移動通信システム（PREMIUM 4G）・第3.9世代移動通信システム（Xi）・第3世代移動通信システム（FOMA）対応端末である。ドコモ スマートフォン（第2期）のひとつ。

## 概要
本機種はXperia XZの日本国内ローカライズモデルであり、Xperiaシリーズのフラッグシップモデルとなる。Xperia Xシリーズの日本国内第2弾端末。2016-2017年冬春の新商品の1つとして発売された。
2016年夏モデルのXperia X Performance SO-04Hと同じSoCを採用しているが、画面サイズやバッテリー容量についてはSO-01Jの方が大きい。また、2015-2016年冬春モデルのXperia Z5 SO-01Hとは画面サイズやバッテリー容量が共通する。カメラにはイメージセンサーの補助を目的にサブセンサーを新たに搭載した「トリプルイメージセンシング」を用いている。
なお、本機からUSB端子が従来のMicroUSBからXperia初のUSB Type-Cに変更されている。従って、ドコモ純正品の場合『ACアダプタ AC06』単体ないしは従来の『ACアダプタ AC05』と『microUSB変換アダプタ B to C 01』が必要となる。
また、翌年に発表されたXperiaXZsは、このモデルと比べ、RAMが4GBになり、（1GB増え、）カメラなどの強化がなされている

## 主な機能
| 主な対応サービス                                                             | 主な対応サービス                                      | 主な対応サービス                     | 主な対応サービス                                                  |
| ---------------------------------------------------------------------------- | ----------------------------------------------------- | ------------------------------------ | ----------------------------------------------------------------- |
| タッチパネル/加速度センサー                                                  | PREMIUM 4G/Xi/FOMAハイスピード/VoLTE(HD+対応)         | Bluetooth                            | dカード/おサイフケータイ/NFC/かざしてリンク/トルカ                |
| ワンセグ/フルセグ                                                            | メロディコール                                        | テザリング                           | WiFi IEEE802.11a/b/g/n/ac                                         |
| GPS                                                                          | ドコモメール/電話帳バックアップ                       | デコメール/デコメ絵文字/デコメアニメ | iチャネル                                                         |
| エリアメール/ソフトウェアーアップデート自動更新/生体認証 (指紋／虹彩)/スグ電 | デジタルオーディオプレーヤー(WMA・MP3他)/ハイレゾ音源 | GSM/3Gローミング(WORLD WING)         | フルブラウザ/Flash Player                                         |
| Google Play/dメニュー/dマーケット                                            | Gmail/Google Talk/YouTube/Picasa                      | バーコードリーダ/名刺リーダ          | ドコモ地図ナビ/ドコモ ドライブネット/Google Maps/ストリートビュー |

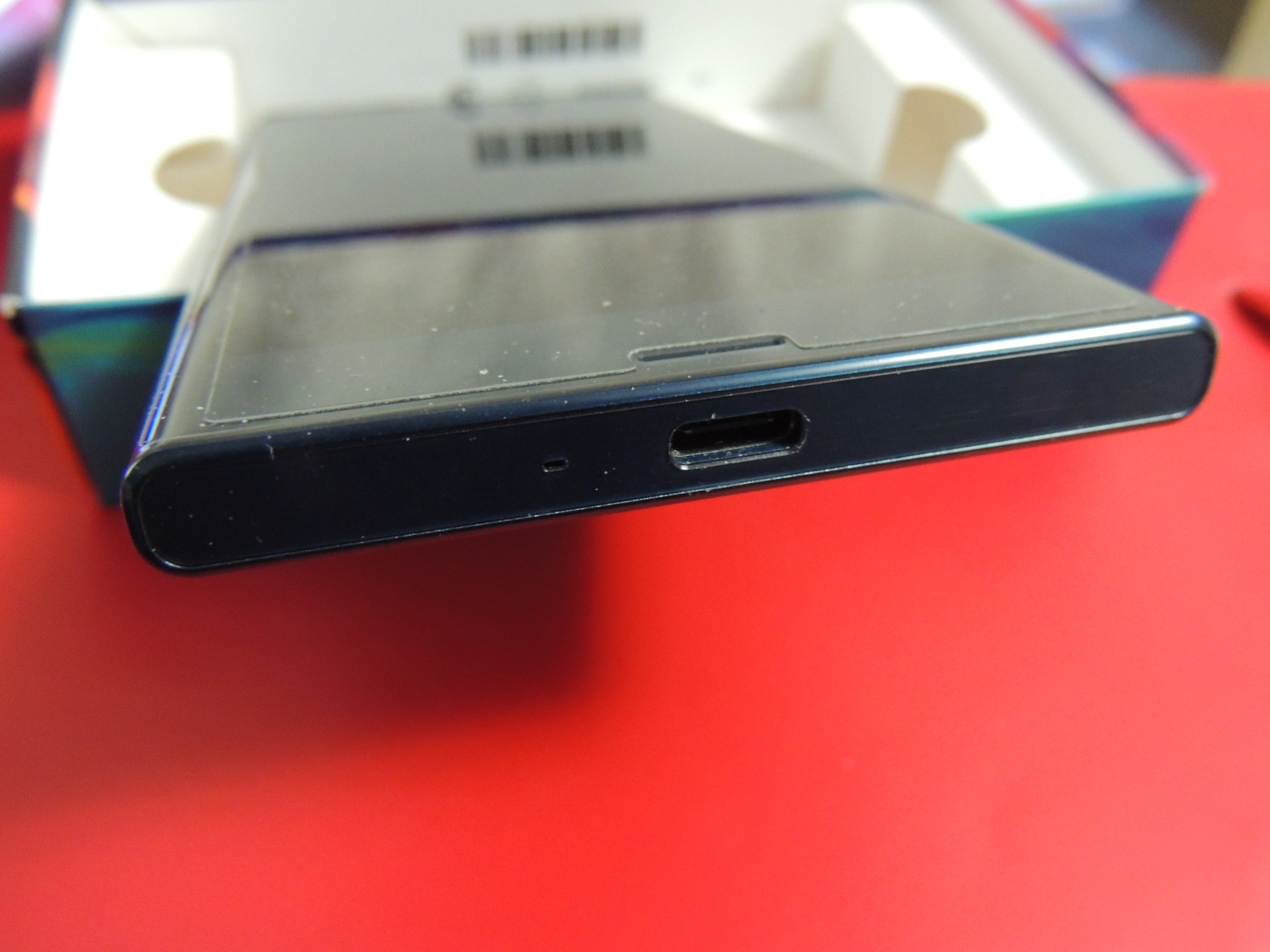
SO-01J下部にあるUSB Type-Cジャック。
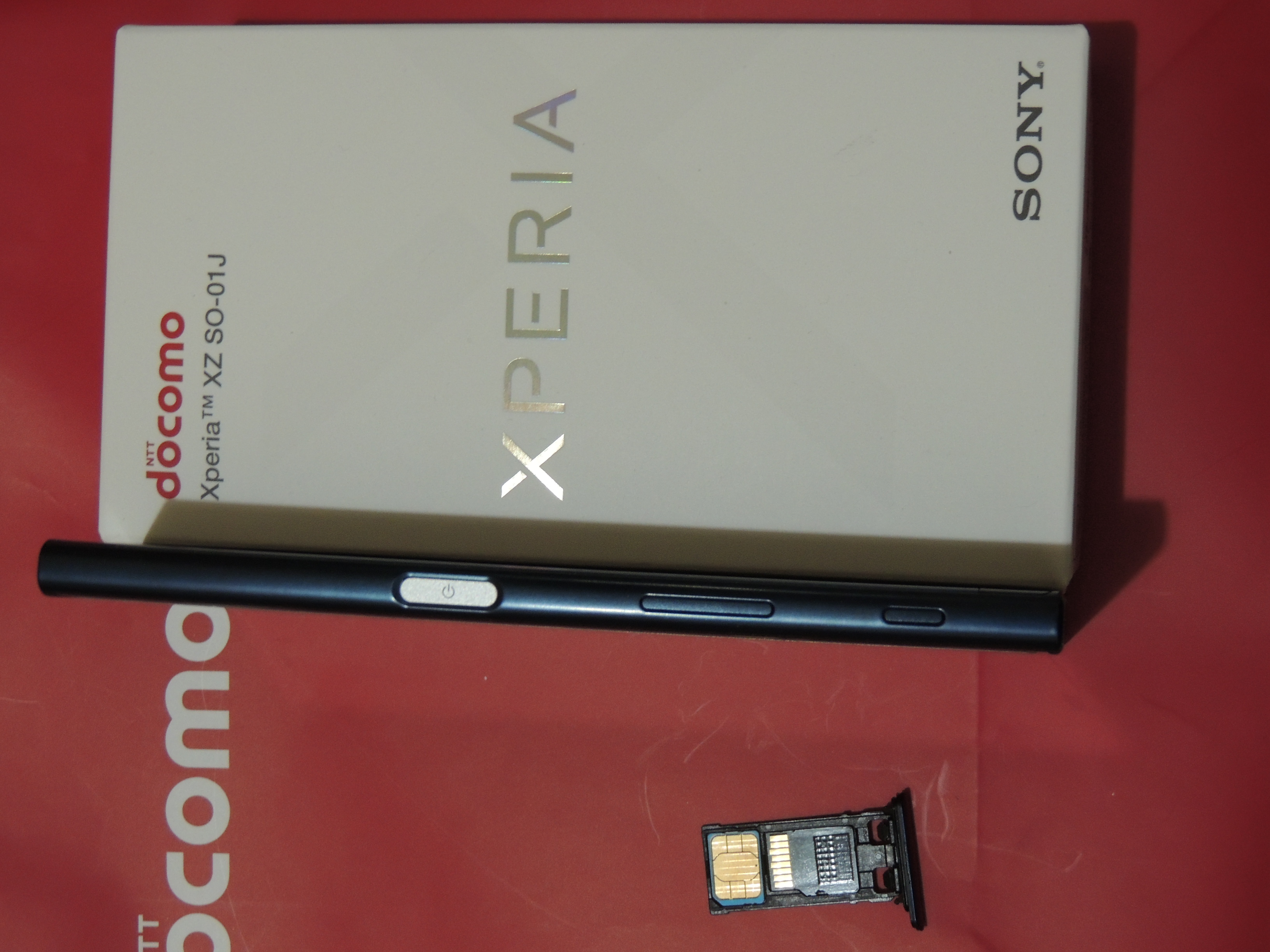
SO-01Jの右側面ボタン部、SIMカード/MicroSDトレイ。

## 歴史
- 2016年9月1日（現地時間） - ドイツ・ベルリンの家電見本市「IFA 2016」にてソニーモバイルコミュニケーションズよりグローバルモデル発表[5]。
- 2016年10月19日 - NTTドコモがXperia XZ SO-01Jの発売を発表[6]。
- 2016年10月27日 - NTTドコモが発売日を発表[7]。
- 2016年11月2日 - 発売開始。

## アップデート・不具合など
2016年12月8日のアップデート
- 音楽再生中に特定のテレビ連携アプリを起動すると雑音が発生する場合がある。
- セキュリティ更新。

2017年1月12日のアップデート
- Android 7.0にアップデート。
- ビルド番号が39.0.B.0.361、39.0.B.1.19から39.2.B.0.208になる。

2018年3月7日のアップデート
- Android 8.0にアップデート。
- UIの改善。
- セキュリティ更新。
- ビルド番号が39.2.B.0.208、39.2.B.0.244、39.2.B.0.256、39.2.B.0.288、39.2.B.0.311、39.2.B.0.328、39.2.B.0.336から41.3.B.0.405になる。